# Droga wojewódzka 586
Die Droga wojewódzka 586 (DW 586) ist eine einen Kilometer lange Droga wojewódzka (Woiwodschaftsstraße) in der polnischen Woiwodschaft Kujawien-Pommern, die den Bahnhof Brzoza Toruńska in Brzoza mit der Droga krajowa 91 verbindet. Die Strecke liegt im Powiat Toruński.

## Streckenverlauf
Woiwodschaft Kujawien-Pommern, Powiat Toruński
-  Brzoza (DK 91, DW 258)